# La Tóxica
"La Tóxica" é o quarto single do cantor mexicano Alejandro Fernández, lançado em 23 de maio de 2024, como parte do álbum Te Llevo En La Sangre. A música conta com a participação da cantora brasileira Anitta e mistura os estilos do regional mexicano e pop brasileiro.

## Antecedentes e lançamento
Alejandro Fernández e Anitta surpreenderam o mundo musical ao colaborarem na música La Tóxica, lançada em 23 de maio de 2024 como o quarto single do álbum Te Llevo En La Sangre. A fusão dos estilos de ambos os artistas trouxe frescor à música regional mexicana, destacando a química entre eles. O videoclipe foi lançado simultaneamente na plataforma YouTube.

## Composição e letra
O tema principal da canção é o esgotamento causado por relações amorosas tóxicas e a celebração da felicidade de estar solteiro. A música combina pop regional mexicano com elementos do pop brasileiro, criando uma fusão inovadora entre os dois estilos. Enquanto a canção se inclina ao estilo corrido tumbado, a participação de Anitta, conhecida por seus sucessos no pop e reggaeton, traz uma nova perspectiva à música regional mexicana. Sua versatilidade e talento se destacam, ao passo que Alejandro Fernández contribui com sua experiência e estilo inconfundíveis, tornando essa colaboração um marco na carreira de ambos os artistas.

## Videoclipe
O videoclipe de La Tóxica foi lançado junto com o single, em 23 de maio de 2024. No vídeo, Alejandro Fernández e Anitta percorrem a cavalo as paisagens naturais de uma fazenda, refletindo a essência rural do México regional. A atmosfera rural contrasta com a temática emocional da música, realçando as paisagens bucólicas enquanto os artistas discutem suas desilusões amorosas. A estética do clipe reforça a conexão com as raízes do gênero regional mexicano e a simbologia da liberdade presente na letra. No videoclipe, o cantor e a cantora interpretam personagens que refletem sobre suas experiências amorosas. Alejandro revela sua frustração ao lidar com uma mulher "tóxica", mas admite ainda ter sentimentos por ela.

## Desempenho comercial
Desde sua estreia no Regional Mexican Airplay em julho de 2024, La Tóxica tem subido constantemente nas execuções de rádio. Durante a semana de rastreamento de 6 a 12 de setembro de 2024, o corrido norteño acumulou 6,3 milhões em impressões de audiência nos EUA, um aumento de 37% em relação à semana anterior, de acordo com a Luminate. A música também foi reconhecida como o "Maior Ganhador" da semana, título concedido à música com o maior ganho de audiência.
La Tóxica é o quarto single do álbum Te Llevo En La Sangre a alcançar o topo do Billboard Regional Mexican Airplay. Ela segue os sucessos anteriores No Es Que Me Quiera Ir, Difícil Tu Caso e Cobijas Ajenas (com Olivas), todos os quais lideraram o chart por uma semana entre 2023 e 2024.
Com La Toxica alcançando o topo, Alejandro Fernández eleva seu total de hits número 1 para 10, consolidando-o como o terceiro artista solo com mais lideranças desde a criação do chart em 1994. Christian Nodal continua no topo com 17 músicas no número 1, seguido por Gerardo Ortiz, que possui 13.
Anitta fez história ao se tornar a primeira brasileira a conquistar a liderança no Regional Mexican Airplay. A cantorase tornou a 10ª solista feminina a alcançar o topo do chart, além de também se tornou a quinta cantora solo fora do gênero regional mexicano a garantir um número 1.

### Tabelas semanais
| País – Tabela musical (2024)                        | Melhor posição |
| --------------------------------------------------- | -------------- |
| Chile (Monitor Latino)                              | 3              |
| Equador (Monitor Latino)                            | 13             |
| Internacional (Monitor Latino)                      | 13             |
| México (Monitor Latino)                             | 1              |
| Paraguai (Monitor Latino)                           | 8              |
| Estados Unidos (Billboard Regional Mexican Airplay) | 1              |
| Estados Unidos (Billboard Hot Latin Airplay)        | 2              |